# Hymenocallis leavenworthii
Hymenocallis leavenworthii là một loài thực vật có hoa trong họ Amaryllidaceae. Loài này được (Standl. & Steyerm.) Bauml mô tả khoa học đầu tiên năm 1989.